# A Superfluous Baby
A Superfluous Baby è un cortometraggio muto del 1915 diretto da Charles Ransom

## Produzione
Il film fu prodotto dalla Edison Company.

## Distribuzione
Distribuito dalla General Film Company, il film - un cortometraggio in una bobina - uscì nelle sale cinematografiche USA l'11 gennaio 1915.